# Малта на Светском првенству у атлетици на отвореном 2019.
Малта је учествовала на 17. Светском првенству у атлетици на отвореном 2019.  одржаном у Дохи од 27. септембра до 6. октобра седамнаести пут, односно учествовала је на свим првенствима до данас. Репрезентацију Малте представљала је једна такмичарка која се такмичила у трци на 400 метара.,
На овом првенству такмичарка Малте није освојила ниједну медаљу али је оборила лични рекорд.

## Учесници
Жене:
- Џенет Ричард — 400 м

## Резултати

### Жене
| Атлетичарка  | Дисциплина | Лични рекорд | Квалификације | Квалификације | Полуфинале            | Полуфинале            | Финале                | Финале       | Детаљи |
| Атлетичарка  | Дисциплина | Лични рекорд | Резултат      | Место         | Резултат              | Место                 | Резултат              | Место        | Детаљи |
| ------------ | ---------- | ------------ | ------------- | ------------- | --------------------- | --------------------- | --------------------- | ------------ | ------ |
| Џенет Ричард | 400 м      | 54,48        | 54,33 ЛР      | 8. у гр. 3    | Није се квалификовала | Није се квалификовала | Није се квалификовала | 43 / 47 (48) |        |